# Nephodia nudata
Nephodia nudata är en fjärilsart som beskrevs av Paul Dognin 1900. Nephodia nudata ingår i släktet Nephodia och familjen mätare. Inga underarter finns listade i Catalogue of Life.